# Карпати. Туризм. Відпочинок
«Карпати. Туризм. Відпочинок» — всеукраїнський туристичний журнал.
Створений літом 2004 року в Івано-Франківську групою журналістів і підприємців. Концепція редакційної політики побудована на «живих» матеріалах, кожен з яких автори (кореспонденти та фотохудожники) перевіряють на собі. Журналісти поєднують свою професійну діяльність з мандрами, пізнанням світу, пригодами та, як результат, діляться своїм досвідом на сторінках журналу.
Видання подає інформацію, яка може бути цікавою і для тих, хто майже нічого не знає про Карпати, і для тих, хто думає, що знає майже все. Зміст кожного номера складається з трьох блоків: активний туризм (пішохідні маршрути, карти, спорядження, гірськолижний спорт, поради досвідчених, різні види активного відпочинку), «культурний блок» (традиції, обряди, народне мистецтво, архітектура, історія краю), позаблокові матеріали, які мають передавати колорит Карпат (зокрема, мовний), рецепти карпатської кухні.
Журнал сучасний, повноколірний, формат — А-4 (205 х 282 мм), наклад — 19 000 примірників (станом на листопад 2007 року). Періодичність — щомісячне видання. Мова — українська. У планах редакції випуск російської, польської та англійської версій видання.
«Карпати. Туризм. Відпочинок» розповсюджується через організації торгівлі ЗМІ, готелі, турбази та приватні садиби Карпатського регіону, магазини спортивного й туристичного спорядження, супермаркети в Києві та обласних центрах України. Середня роздрібна ціна — 8 гривень.
З 2005 року читачі можуть отримувати журнал по передплаті. Індекс Укрпошти — 91115.
2008 року журнал припинив своє існування.